# Hypophthalmichthys
Hypophthalmichthys – rodzaj ryb  z  rodziny karpiowatych (Cyprinidae).

## Zasięg występowania
W warunkach naturalnych występują w rzekach Azji. Tołpyga biała i tołpyga pstra zostały introdukowane w wielu krajach całego świata, również w Polsce.

## Klasyfikacja
Gatunki zaliczane do tego rodzaju:
- Hypophthalmichthys harmandi
- Hypophthalmichthys molitrix – tołpyga biała[3], tołpyga[4]
- Hypophthalmichthys nobilis – tołpyga pstra[5]

Gatunkiem typowym jest Leuciscus molitrix (H. molitrix).

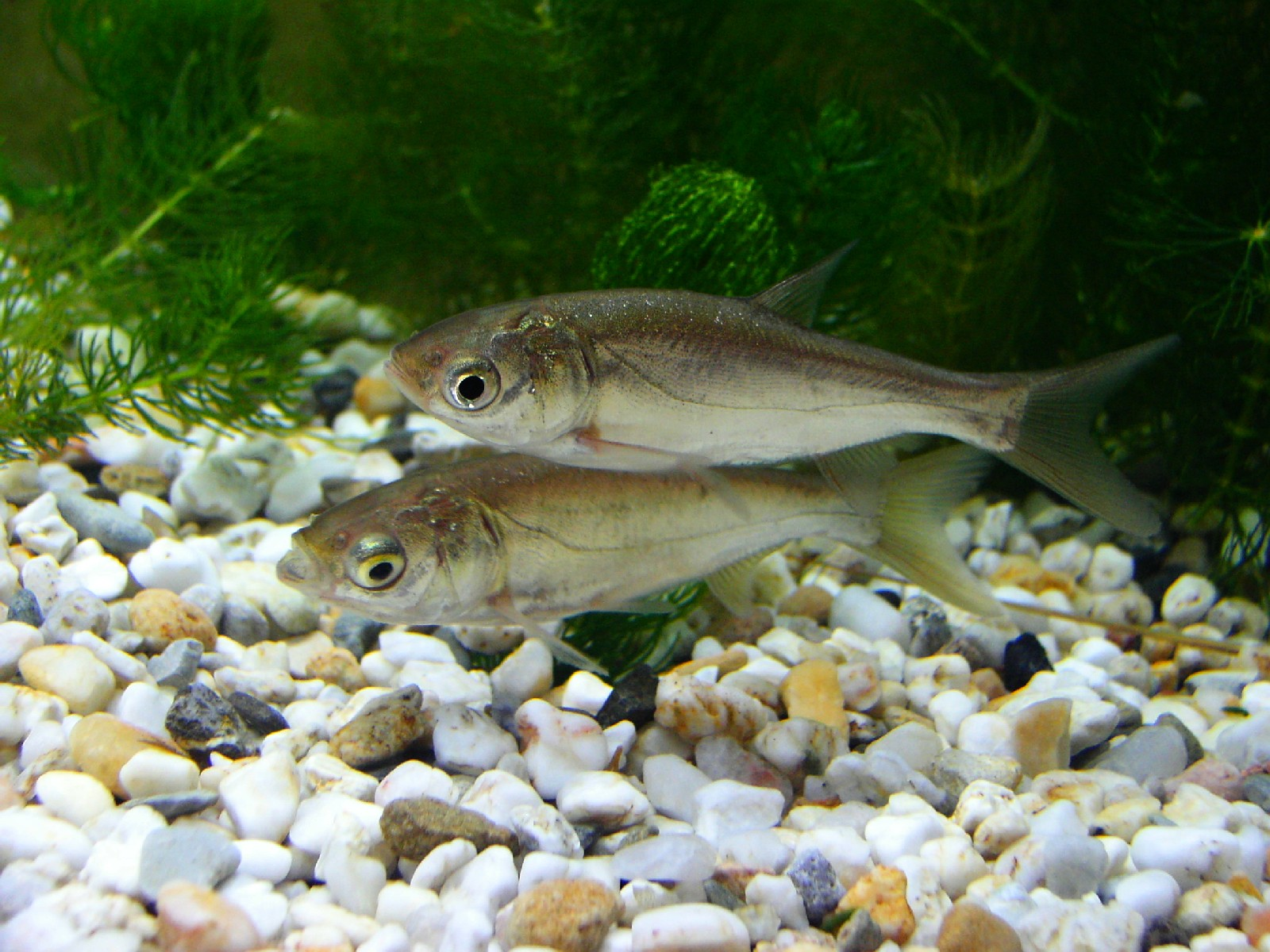
Hypophthalmichthys molitrix